# Pentastiridius leporina
Pentastiridius leporina är en insektsart som först beskrevs av Linnt 1761.  Pentastiridius leporina ingår i släktet Pentastiridius och familjen kilstritar. Inga underarter finns listade i Catalogue of Life.